# Eriolobus
Genre
Classification phylogénétique
Eriolobus est un genre monospécifique de plantes à fleurs de la famille des Rosaceae et de la sous-famille des Maloideae.
L'unique espèce, Eriolobus trilobatus, est originaire du Proche Orient, de Grèce et de Bulgarie.

## Liste d'espèces
Selon BioLib (3 décembre 2018) et The Plant List (3 décembre 2018) :
- Eriolobus trilobatus (Labill. ex Poir.) M. Roem.

Selon Tropicos (3 décembre 2018) (Attention liste brute contenant possiblement des synonymes) :
- Eriolobus delavayi (Franch.) C.K. Schneid.
- Eriolobus doumeri (Bois) C.K. Schneid.
- Eriolobus kansuensis (Batalin) C.K. Schneid.
- Eriolobus trilobatus (Labill. ex Poir.) M. Roem.
- Eriolobus yunnanensis (Franch.) C.K. Schneid.